# Grupo Aval
Le Grupo Aval (connu formellement comme Grupo Acciones y Valores S.A.) est un conglomérat d’entreprises colombien dédié à une grande variété d’activités, principalement financières. Il fait partie de l’indice COLCAP.
Il contrôle quatre importantes banques de ce pays (Banco de Bogotá, Banco de Occidente, AV Villas et Banco Popular). Il est également l’un des plus grands groupes financiers d’Amérique centrale, possédant le groupe BAC Credomatic et la banque Multibank au Panama, ainsi que le plus grand gestionnaire de fonds de pension et de cessation d’emploi de Colombie, AFP Porvenir, qui à son tour chapeaute le principal liquidateur de sécurité sociale du marché colombien, à savoir Aportes en Línea.
Le Grupo Aval a été impliqué dans le scandale de corruption Odebrecht en Colombie, par l’intermédiaire de sa filiale Corficolombiana. En août 2023, Aval a reconnu devant les autorités judiciaires des États-Unis sa responsabilité dans le paiement de pots-de-vin à des fonctionnaires publics pour obtenir des avantages dans le cadre du projet Ruta del Sol II ; en contrepartie, il s’est engagé à payer une amende de 80 millions de dollars et ainsi mettre fin à l’affaire pénale et administrative pour corruption à l’encontre du groupe économique.

## Histoire
Le 15 avril 1997, le Groupe change formellement sa dénomination d’Administraciones Bancarias S.A. à Sociedad A.B. S.A., et le 5 janvier 1998, le groupe change à nouveau sa dénomination pour Grupo Aval Acciones y Valores S.A.. Après 1998, le Grupo Aval introduit le service de banque électronique, intégré au portefeuille des entités du Groupe : Banco de Bogotá, Banco de Occidente, Banco Popular et Banco AV Villas. Avec cette innovation, il offre pour la première fois sur le marché colombien un nouveau service à ses clients, renouvelant la manière d’accéder aux transactions physiques et en les transférant sur Internet.
Entre le 1ᵉʳ novembre et le 31 décembre 1998, le Grupo Aval entre sur le marché boursier à la toute nouvelle Bourse de Colombie pour la première fois dans l’histoire de l’entreprise. C’est alors que le groupe lance une offre massive pour la participation publique générale au groupe ; avec 1 200 774 970 actions sur le marché commun d’actions. Le 31 décembre 1999, Aval appartenait à 40 042 actionnaires. Le résultat final de l’offre publique d’actions a été la vente de 312 062 341 actions sur le marché commun d’actions, soit 2,58 % du total de ses actions, avec une valorisation de 58 190 135 296 pesos colombiens.
En 2000, une proposition est faite pour l’apparition des actions du Groupe Aval dans la liste de la Bourse de New York mais son entrée sur le marché américain est reportée en raison du mauvais climat des affaires à Wall Street pour les économies émergentes de l’époque.
En 2007, Luis Carlos Sarmiento continue comme directeur des sociétés du groupe, assisté par son fils Luis Carlos Sarmiento Gutiérrez, qui assumera en temps voulu le contrôle de l’ensemble du groupe.
En 2014, il concrétise sa présence à la Bourse de New York après un processus qui a commencé en 2004, avec l’émission de 1,874 milliard d’actions préférentielles sous forme d’ADR à 13,50 dollars par titre, représentant une valeur de 1,265 milliard de dollars.

### Acquisitions et croissance transcontinentale
En 2010, le Groupe Aval signe un contrat de vente d’actions avec GE Consumer Finance, relatif à l’acquisition de 100 % des actions du groupe BAC Credomatic, transaction réalisée par l’intermédiaire de Leasing Bogotá S.A. Panamá, dans une opération estimée à 1,9 milliard de dollars.
En 2013, le Groupe acquiert 98,92 % de la banque BBVA Panamá, qu’il annexe ensuite au groupe BAC Credomatic, via Leasing Bogotá S.A. Panamá, pour un montant estimé à 490 millions de dollars.  
Au Guatemala, il achète 100 % des actions du Groupe Financiero Reformador, qu’il annexe ensuite au groupe BAC Credomatic.
Au Costa Rica, il achète le portefeuille de cartes de crédit et de prêts de la Corporación Servivalores, liés en majorité à des clients de Walmart Amérique centrale. Grâce à cet accord, BAC Credomatic offrirait des services bancaires aux clients de Walmart dans tous les pays d’Amérique centrale.
En Colombie, il achète 99,99 % des actions de BBVA Horizonte, Société administradora de fonds de pensions et de cessations, qu’il annexe à AFP Porvenir.
En 2016, Credomatic de México S.A. de C.V. vend son portefeuille de cartes de crédit à Banco Invex S.A., quittant ainsi le marché mexicain ; de cette manière, BAC Credomatic concentre son développement dans les autres pays d’Amérique centrale.
À la fin de 2019, il signe, par l’intermédiaire de sa filiale Leasing Bogotá S.A. Panamá, un contrat de promesse d’achat-vente de 100 % de Multibank Financial Group (MFG), holding de la Banco Multibank Panamá, pour une valeur de 728 millions US$, renforçant ainsi sa position en Amérique centrale et devenant (aux côtés de BAC) le deuxième acteur le plus important au Panama par la taille des actifs, ajoutant plus de 100 000 nouveaux clients au Grupo Aval,. Bien qu’il soit prévu que BAC Panamá et Multibank fusionnent, le Grupo Aval a indiqué que, pour l’instant, les deux banques fonctionneront séparément, tout en partageant la même plateforme technologique.

## Unités commerciales
Les entités du secteur financier qui font partie de Grupo Aval sont :

### Banques

#### En Colombie
- Banco de Bogotá
- Banco de Occidente
- Banco AV Villas
- Banco Popular

#### En Amérique centrale
- BAC Credomatic
- Multibank au Panama

#### Fonds de pensions et/ou d’indemnités de départ
- AFP Porvenir en Colombie
- BAC San José Pensiones, Operadora de Planes de Pensiones Complementarias S.A. au Costa Rica, anciennement BSJ Porvenir.

#### Opérateur d’information ou solutions technologiques
- Aportes en Línea

#### Courtiers en bourse
Casa de Bolsa en Colombie, BAC Valores (Panama), Inc., BAC Valores Guatemala, S.A.

#### Réseau de distributeurs automatiques
- Red Aval (anciennement ATH) - en Colombie.
- ATM Credomatic - Panama, Costa Rica, Nicaragua, Guatemala, Salvador et Honduras.

#### Autres opérations en Colombie
- Corficolombiana
  - Leasing Corficolombiana
  - Fiduciaria Corficolombiana

- Banco de Bogotá
  - Almaviva
  - Fiduciaria Bogotá
  - Leasing Bogotá

- Banco de Occidente
  - Leasing de Occidente
  - Fiduciaria de Occidente

- Banco Popular
  - Fiduciaria Popular
  - Alpopular

### Autres opérations internationales
- Banco de Bogotá Internacional (Miami, New York, Panama, Bahamas)
- Banco de Occidente Panama
- Occidental Bank Barbados
- Banco Corficolombiana Panama
- BAC Credomatic (Grand Cayman, Bahamas)
- Credomatic USA.

### Opérations autres secteurs
Certaines entités du secteur réel et des transports faisant partie du groupe sont :
- Secteur hôtelier : Chaîne d’Hôtels Estelar en Colombie, au Pérou et au Panama[13].
- Secteur énergétique : Promigas

### Slogans corporatifs
- 1983-1997 : ¡Así gana usted!
- 1997-2016 : Más que un banco
- 2016-2023 : Avanzando
- 2023-présent : Hacemos grupo con todo el país

## Régulation et supervision étatique
Le groupe est surveillé et supervisé par deux entités, la Surintendance Financière de Colombie et la Surintendance des Sociétés, en raison de sa taille et du fait que ses actions sont enregistrées à la Bolsa de Valores de Colombia.

## Controverses

### Affaire Odebrecht
L’entreprise et ses propriétaires sont potentiellement liés à la plus grande affaire de corruption d’Amérique latine, affaire Odebrecht, en raison de la relation que le Grupo Aval et la société Corficolombiana auraient avec Odebrecht et l’affaire colombienne de corruption impliquant la société brésilienne. Ce processus d’enquête est actuellement en cours.